# 한재영
한재영(1978년 10월 24일 ~ )은 대한민국의 배우이다.

## 학력
- 동신대학교 연극영화과

## 배우 활동
2017년 영화 《재심》에서 백철기 역으로 같은 해 백상예술대상 남자 신인연기상 후보에 올랐다.

## 출연작

### 영화
- 《해적: 도깨비 깃발》 (2022년) - 이방원 역
- 《나와 봄날의 약속》 (2018년) - 수민 남편 역 (특별출연)
- 《더 펜션》 (2018년) - 무성 역
- 《대립군》 (2017년) - 왕춘 역
- 《재심》 (2017년) - 백철기 역
- 《사냥》 (2016년) - 엽사 김창식 역
- 《좋아해줘》 (2016년) - 정일규 역
- 《검사외전》 (2016년) - 장현석 역
- 《강남 1970》 (2015년) - 박창배 역
- 《황제를 위하여》 (2014년) - 태무 역
- 《친구 2》 (2013년) - 덩치계부 역
- 《터치》 (2012년) - 김 경장 역
- 《더 게임》 (2008년) - 꽁지 역
- 《마을금고 연쇄습격사건》 (2007년) - 강 형사 역
- 《누가 그녀와 잤을까?》 (2006년) - 남선생 1 역
- 《썸》 (2004년) - 트레일러 운전기사 역
- 《내 남자의 로맨스》 (2004년) - 로맨스 스탭 1 역
- 《말죽거리 잔혹사》 (2004년) - 현수반 학생들 역
- 《동해물과 백두산이》 (2003년) - 의경 1 역

### 드라마
- 《착한 사나이》 (2025년, JTBC) - 오상열 역
- 《좋거나 나쁜 동재》 (2024년, TVING, tvN) - 최금호 역
- 《고려 거란 전쟁》 (2023년, KBS2) - 지채문 역
- 《오아시스》 (2023년, KBS2) - 염광탁 역
- 《커튼콜》 (2022년, KBS2) - 장태주 역
- 《인사이더》 (2022년, JTBC) - 조해도 역
- 《달이 뜨는 강》 (2021년, KBS2) - 두준서 역
- 《바람과 구름과 비》 (2020년, TV조선) - 김병학 역
- 《구해줘 2》 (2019년, OCN) - 지선 부 역
- 《드라마 스테이지 - 마지막 식사를 만드는 여자》 (2018년, tvN) - 교도관 역
- 《나쁜 녀석들 : 악의 도시》 (2017년, OCN) - 박진태 수사관 역
- 《품위있는 그녀》 (2017년, JTBC) - 안재구 역
- 《미세스 캅》 (2015년, SBS) - 한덕규 역
- 《대풍수》 (2013년, SBS)

### 연극
- 《그놈을 잡아라》 (2016년)
- 《고부전쟁》 (2013년) - 남편 이수환 역
- 《불 좀 꺼주세요》 (2012년) - 남자다 역
- 《그놈을 잡아라》 (2012년) - 조용두 형사 역
- 《서울테러》 (2011년) - 노상태 역
- 《고딩만의 세상》 (2011년) - 선생님 아버지 사장 역
- 《오아시스세탁소습격사건》 (2008년)
- 《아벨만의 재판》 (2008년)
- 《라이어 2탄》 (2008년) - 스탠리 가드너 역
- 《오셀로》 (2008년) - 오셀로 역
- 《국물있사옵니다》 (2007년)

### 예능
- 《인생술집 - 강하늘 편》 (17.02.16)
- 《해피투게더3》 (17.02.23)
- 《황금어장 라디오스타》 (16.02.17)

## 수상 및 후보
| 연도 | 시상식              | 부문                     | 작품 | 결과 |
| ---- | ------------------- | ------------------------ | ---- | ---- |
| 2017 | 제53회 백상예술대상 | 영화부문 남자 신인연기상 | 재심 | 후보 |